# 拿騷的路易絲·亨麗埃特
拿騷的路易絲·亨麗埃特（荷蘭語：Louise Henriëtte van Nassau，1627年12月7日—1667年6月18日），布蘭登堡選侯夫人，奧蘭治親王弗雷德里克·亨德里克的女兒。

## 家庭
1646年，路易絲·亨麗埃特與布蘭登堡選侯腓特烈·威廉結婚，兩人共有三個兒子：
1. 卡爾·埃米爾（1655年—1674年），早逝
2. 腓特烈（1657年—1713年），普魯士國王
3. 路德維希（1666年—1687年）